# متیو مک‌فادین
متیو مک‌فادین (به انگلیسی: Matthew Macfadyen؛ زادهٔ ۱۷ اکتبر ۱۹۷۴) هنرپیشه انگلیسی است. وی تحصیلات خود را در آکادمی سلطنتی هنرهای دراماتیک لندن گذرانده‌است.
از فیلم‌های معروف او می‌توان به بازی در فیلم غرور و تعصب و سه تفنگدار اشاره کرد. او همچنین در فیلم آنا کارنینا، رابین هود، فراست/نیکسون، مرگ در تشییع جنازه و سریال‌های دوریت کوچک، مأموران مخفی و مارپل آگاتا کریستی بازی کرده‌است.

## فیلم‌شناسی

### فیلم
| سال  | عنوان                             | نقش                       | یادداشت |
| ۲۰۰۰ | شاید عزیزم                        | نایجل                     |         |
| ۲۰۰۱ | معما                              |                           |         |
| ۲۰۰۲ | پروژه                             | پل تیبنهام                |         |
| ۲۰۰۳ | تسویه حساب                        |                           |         |
| ۲۰۰۴ | در دنیای پدر من                   | پل پرایر                  |         |
| ۲۰۰۵ | غرور و تعصب                       | آقای دارسی                |         |
| ۲۰۰۶ | میدلتون                           | گابریل هونتر              |         |
| ۲۰۰۷ | گرایندهاوس                        |                           |         |
| ۲۰۰۷ | مرگ در تشییع جنازه                | دنیل هاولز                |         |
| ۲۰۰۸ | آتش‌زا                             | ترنس بوچر                 |         |
| ۲۰۰۸ | فراست/نیکسون                      | جان بیرت                  |         |
| ۲۰۱۰ | رابین هود                         | داروغه ناتینگهام          |         |
| ۲۰۱۱ | سه تفنگدار                        | آتوس                      |         |
| ۲۰۱۲ | آنا کارنینا                       | استفان آرکادویچ اوبلونسکی |         |
| ۲۰۱۴ | گمشده در کارستان                  | ایمل فارستر               |         |
| ۲۰۱۵ | خانواده فون تراپ: یک زندگی موسیقی | کاپیتان فون تراپ          |         |
| ۲۰۱۷ | جنگ جریان                         | جی.پی. مورگان             |         |
| ۲۰۱۸ | فندق‌شکن و چهار قلمرو              | بنجامین استالبام          |         |
| ۲۰۱۹ | دستیار                            | ویلکاک                    |         |
| TBA  | عملیات مینسمیت                    | چارلز چولموندلی           |         |
| ۲۰۲۴ | ددپول و ولورین                    | پارادوکس                  |         |

### تلویزیون
| سال             | عنوان                               | نقش                | یادداشت                        |
| ۱۹۹۸            | بلندی‌های بادگیر                     | هارتون ارنشاو      | فیلم تلویزیونی                 |
| ۱۹۹۹            | واریور                              | آلن جیمز           | فیلم تلویزیونی                 |
| ۲۰۰۰            | اتاق‌های قتل: اسرار شرلوک هلمز واقعی | برایان والر        | قسمت: "آغاز تاریکی شرلوک هلمز" |
| ۲۰۰۱            | بیگانگان کامل                       | دنیل سایمن         | ۳ قسمت                         |
| ۲۰۰۱            | راه و رسم زندگی ما                  | سر فلیکس کاربری    | ۴ قسمت                         |
| ۲۰۰۲–۲۰۰۴، ۲۰۱۱ | ماموران مخفی                        | تام کوئین          | ۱۹ قسمت                        |
| ۲۰۰۷            | عروسی مستر بین                      | داماد              | فیلم کوتاه                     |
| ۲۰۰۷            | زندگی مخفی                          | چارلی              | فیلم تلویزیونی                 |
| ۲۰۰۸            | خاکستر به خاکستر                    | گیل هولیس          | قسمت، شماره ۱٫۷                |
| ۲۰۰۸            | دوریت کوچک                          | آرتور کلنام        | ۸ قسمت                         |
| ۲۰۰۸            | مارپل آگاتا کریستی                  | بازرس نیل          |                                |
| ۲۰۰۹            | انید                                | هیو پولاک          | فیلم تلویزیونی                 |
| ۲۰۰۹            | عدالت کیفری                         | جو میلر            | ۳ قسمت                         |
| ۲۰۱۰            | ستون‌های زمین                        | پرایر فلیپ         | ۸ قسمت                         |
| ۲۰۱۰            | قلب هر انسان                        | لوگان مونت استوارت | ۴ قسمت                         |
| ۲۰۱۲–۲۰۱۶       | خیابان ریپر                         | ادموند رید         | ۳۶ قسمت                        |
| ۲۰۱۳            | سفیران                              | شاهزاده تاریکی     | ۳ قسمت                         |
| ۲۰۱۵            | احضار در آنفیلد                     | گای لین پلی‌فایر    | ۳ قسمت                         |
| ۲۰۱۵            | آخرین پادشاهی                       | لرد احترت          | قسمت ۱٫۱                       |
| ۲۰۱۶            | راز چرچیل                           | رندولف چرچیل       | فیلم تلویزیونی                 |
| ۲۰۱۷            | هواردز اند                          | هنری جی. ویلکاس    | ۴ قسمت                         |
| ۲۰۱۸            | جانشینی                             | تام وامبزگنز       | نقش اصلی                       |
| ۲۰۲۰            | مسابقه                              | چارلز اینگرام      | ۳ قسمت                         |

## جوایز و نامزدی‌ها
جایزه گلدن گلوب بهترین بازیگر نقش مکمل مرد برای سریال وراثت در سال ۲۰۲۴ 
جایزه امی ساعت پربیننده بهترین بازیگر نقش مکمل مرد برای سریال وراثت در سال ۲۰۲۲،۲۰۲۴
جایزه تلویزیونی بفتا بهترین بازیگر نقش مکمل مرد برای سریال عدالت کیفری در سال ۲۰۱۰
جایزه تلویزیونی بفتا بهترین بازیگر نقش مکمل مرد برای سریال وراثت در سال ۲۰۲۲،۲۰۲۴